# Walter Alejandro Gargano Guevara
Walter Alejandro Gargano Guevara (Paysandú, 23 de juliol de 1982) és un futbolista internacional uruguaià. Actualment juga al Peñarol del seu país, l'Uruguai.

## Biografia
Nascut a Paysandú, descendent d'italians, Gargano té doble nacionalitat italo-uruguaiana. El 30 de juny de 2007 va deixar el Danubio Fútbol Club per jugar al Napoli amb un contracte de cinc anys. Gargano ocupa la posició de migcampista a la selecció de futbol de l'Uruguai i al Napoli.
El 27 de juliol de 2010 va ser convocat per Óscar Washington Tabárez, l'entrenador de la selecció nacional uruguaiana, per jugar un partit amistós contra la selecció d'Angola. També va formar part de la selecció del seu país durant la Copa del Món de futbol de 2010.
El 31 de maig de 2014 va entrar a la llista definitiva de seleccionats per disputar la Copa del Món de Futbol de 2014 al Brasil.

## Palmarès

### Internacional
Uruguai
- Copa Amèrica de futbol 2007: Quarta posició.
- Copa del Món de futbol de 2010: Quarta posició.
- Copa Amèrica de futbol 2011: Campions.